# Regional Four Day Competition 2013/14
Der Regional Four Day Competition 2013/14 war die 48. Saison des nationalen First-Class-Cricket-Wettbewerbes in den West Indies und wurde vom 28. Februar 2014 bis zum 26. April 2016 ausgetragen. Gewinner war Jamaika, die sich im Finale gegen die Windward Islands durchsetzen konnten.

## Format
Die sechs Mannschaften spielten in einer Gruppe gegen jedes andere Team jeweils zwei Mal. Für einen Sieg gibt es 12 Punkte, für ein Unentschieden sechs, für ein Remis drei und für ein abgesagtes Spiel einen Punkt. Zusätzlich gibt es Bonuspunkte für die Batting und Bowling Leistungen im ersten Innings. Anschließend spielten die vier Erstplatzierten der Gruppenphase den Turniersieger aus.

## Resultate

### Gruppenphase
Tabelle
| Team                           | Sp. | S | N | R | Bat | Bwl | Ded | Punkte |
| ------------------------------ | --- | - | - | - | --- | --- | --- | ------ |
| Barbados                       | 6   | 4 | 1 | 1 | 13  | 18  | 0   | 82     |
| Trinidad und Tobago            | 6   | 4 | 1 | 1 | 12  | 17  | 0   | 80     |
| Windward Islands               | 6   | 3 | 2 | 1 | 8   | 18  | 0   | 65     |
| Jamaika                        | 6   | 3 | 3 | 0 | 7   | 16  | 0   | 59     |
| Combined Campuses and Collages | 6   | 2 | 3 | 1 | 7   | 15  | 0   | 49     |
| Leeward Islands                | 6   | 2 | 4 | 0 | 2   | 16  | 0   | 42     |
| Guyana                         | 6   | 0 | 4 | 2 | 6   | 17  | 0   | 29     |

Sieg: 12 Punkte; Remis: 3 Punkte

### Halbfinale
| 19. – 22. April Scorecard | Bridgetown | Barbados 245 (77.3) & 223 (69.3) | – | Jamaika 302 (93) & 167-9 (57) |
|                           |            | Jamaika gewinnt mit 1 Wicket     |   |                               |

| 19. – 21. April Scorecard | Port of Spain | Windward Islands 248 (73.4) & 231 (68.2) | – | Trinidad und Tobago 140-8d (47) & 105 (29.2) |
|                           |               | Windward Islands gewinnt mit 234 Runs    |   |                                              |

### Finale
| 19. – 21. April Scorecard | Port of Spain | Jamaika 392 (147.4) & 200 (58) | – | Windward Islands 217 (79) & 204-6 (58) |
|                           |               | Remis                          |   |                                        |

Jamaika gewinnt auf Grund von Vorsprung im ersten Innings.